# Ель-Ашир-мін-Рамадан
 Ель-Ашір-мін-Рамадан , Місто 10 рамадану (араб. العاشر من رمضان) — місто в Єгипті, у східній частині дельти Нілу, у провінції Еш-Шаркія). Населення — 143 753 особи (2008).

## Історія
Одне з найсучасніших міст Єгипту, промисловий центр за 55 км від Каїру. Засноване Указом Президента від 1977 з метою залучення іноземного та національного капіталу для створення робочих місць для молоді, а також для стимулювання росту населення за межами Каїру. Місто побудоване за 20 км від міста Більбейса і за 90 км від порту Суец. Загальна площа міста 38349 га, з яких 26346 га (69%) під забудовою, (житлові райони — послуги — промисловість — туризм і відпочинок).

## Населення
Кількість населення у місті складає близько 450 000 і за оцінками зросте до 800 000 у зв'язку з завершенням його зростання.

## Інтернет-посилання
- Вікімапа [Архівовано 12 серпня 2014 у Wayback Machine.]